# Vianen
Vianen és un municipi de la província d'Utrecht, al centre dels Països Baixos. L'1 de gener de 2009 tenia 19.640 habitants repartits per una superfície de 42,37 km² (dels quals 2,9 km² corresponen a aigua).

## Centres de població
- Everdingen (1,287)
- Hagestein (1,477)
- Vianen (19,697)
- Zijderveld (788)

## Ajuntament
El consistori municipal consta de 17 membres, format des del 2006 per:
- PvdA, 4 regidors
- Platform Vianen, 4 regidors
- Lokaal Alert, 3 regidors
- VVD, 2 regidors
- CDA, 2 regidors
- SGP, 1 regidor
- ChristenUnie, 1 regidor

## Personatges il·lustres
- Marian van de Wal, cantant